# 轟轟戦隊ボウケンジャー/冒険者 ON THE ROAD
「轟轟戦隊ボウケンジャー / 冒険者 ON THE ROAD」（ごうごうせんたいボウケンジャー / ぼうけんしゃ オン・ザ・ロード）は、NoBの4枚目、およびサイキックラバーの10枚目のシングル。2006年3月8日にコロムビアミュージックエンタテインメントから発売された。

## 概要
テレビ朝日系特撮テレビドラマ『轟轟戦隊ボウケンジャー』主題歌を収録したシングル。NoBの「轟轟戦隊ボウケンジャー」は同番組のオープニングテーマ、サイキックラバーの「冒険者 ON THE ROAD」は同番組のエンディングテーマとして使用された。2011年現在、『魔法戦隊マジレンジャー』に次ぎ、戦隊主題歌としては歴代2位の売上記録を持つ。
主題歌を担当するのは山田信夫。主題歌のギターは岩崎貴文が担当。エンディングテーマを担当するサイキックラバーは、3年連続で戦隊主題歌に携わっている。

## プロモーションビデオ
「轟轟戦隊ボウケンジャー」ではプロモーションビデオが製作された。
バンド演奏の映像となっており、同曲を歌唱するNoBのほか、バンドメンバーとして、ギタリスト役にIMAJO、ベーシスト役にYOFFY、ドラマー役に近藤彩人が出演する。
撮影は相模原市内の廃校となった工業高等学校で行われた。

## 収録曲
1. 轟轟戦隊ボウケンジャー [4:40]
歌：NoB
作詞：岩里祐穂、作曲：山田信夫、編曲：京田誠一
歌詞中に「轟轟戦隊」込みでの番組名が入っていない。
劇場版でも全てのスタッフクレジットが集約されるOPとして使われ、その際は1番と2番が流れた。
Task.1・2・8・11・13・14・21・28・Lastでは挿入歌として使用された。
2. 冒険者 ON THE ROAD [4:10]
歌：サイキックラバー
作詞：岩里祐穂、作曲：YOFFY、編曲：サイキックラバー・大石憲一郎
こちらは、サビの終盤に番組名が入る。
Task.38ではインストゥルメンタル版が使用された。
劇場版やVシネマでは使用されていない。
3. 轟轟戦隊ボウケンジャー（オリジナル・カラオケ）
4. 冒険者 ON THE ROAD（オリジナル・カラオケ）

## 収録アルバム
- HISTORY OF NoB（NoB）
「轟轟戦隊ボウケンジャー」
「轟轟戦隊ボウケンジャー」プロモーションビデオ
- PSYCHIC LOVER（サイキックラバー）
「冒険者 ON THE ROAD（Album Version）」
イントロ部分のアレンジが違うアルバムバージョンが収録されており、サウンドトラックの『プレシャスアルバム 4&5』には、アルバムバージョンの音源を使用したインストゥルメンタル版が収録されている。

## その他
- 「轟轟戦隊ボウケンジャー」は、家庭用「太鼓の達人 ドカッ!と大盛り七代目」に収録されている[7]ほか、業務用「太鼓の達人9」[8]、「メダルの達人2 あつまれ!ゴー!ゴー!双六戦隊ドンレンジャーファイブ」[9]に収録されていた。
- 本作の主題歌コンペで没となった楽曲が、レイパー佐藤・酒井一圭（『ガオレンジャー』牛込草太郎 / ガオブラック役）らによる自主製作映画『クラッシャーカズヨシ』の主題歌「俺こそ正義だ! クラッシャーカズヨシ」として流用されている。